# Lokalbahn Lemberg (Kleparów)–Jaworów
A Lemberg (Kleparów)–Jaworów HÉV (Lengyelül: Kolej lokalna Lwów (Kleparów)–Jaworów) egy  helyi vasúttársaság volt az Osztrák–Magyar Monarchia észak-galíciai részén.

## Története
A Galizischen Aktien-Hypothekenbank Lembergben Wilhelm Siemieński-Lewicki gróf és Roman Potocki gróf kezdeményezésére 1893-ban benyújtott egy engedélykérelmet egy helyiérdekű vasútvonal megépítésére Lemberg (Kleparów) (ma: Klepariv – Lembergi városrész)-tól  Janów (ma: Ivano-Frankove)-ig, esetleg Jaworów (ma: Javoriv)-ig, továbbá egy másik irányba Lemberg (Kleparów)-tól Lemberg (St. Anna)” városig. A vasútvonal nyomvonalát Lemberg és Janów között jóváhagyták, de a lembergi szakaszt a város eltutasította.
A vasútra az első koncessziót 1895. január 1-jén adták ki, és 1895. november 25-én egy része, mint városi vasút gőzmozdonyüzemmel megnyílt. A pálya az eredeti tervek szerint Lembergtől (az állomás Kleparów elővárosban volt) Janówig 22,252 km hosszú. Amellett volt még a Kleparów és Rzęsna Polska (ma: Rjaszne – Lemberg része) közti szakasz a Eisenbahn Lemberg–Bełżec (Tomaszów), díjfizetés mellett igénybe vehető vonal.

## Állomások
1908-ban az egyvágányú vonal 8 állomással és 7 megállóval rendelkezett:
- Lemberg (Kleparów)
- Domażyr
- Janów
- Lelechówka
- Wereszyca-Wiszenka
- Starzyska-Szklo
- Jazów Nowy
- Jaworów

és
- Rzęsna Polska
- Rzęsna Ruska
- Kozice
- Jamelna-Karaczynów
- Kozlinka
- Starzyska-Dwór
- Cetula

## Bővítési tervek, melyek nem valósultak meg
Tervezték, de végül nem épült meg a Jaworów–Lubaczów–Államhatár (kb. 46 km) vonalat és egy meghosszabbítást Bobrówkáig, ami szintén nem valósult meg.

## Fordítás
- Ez a szócikk részben vagy egészben  a   Lokalbahn Lemberg (Kleparów)–Jaworów című német Wikipédia-szócikk fordításán alapul.  Az eredeti cikk szerkesztőit annak laptörténete sorolja fel. Ez a jelzés csupán a megfogalmazás eredetét és a szerzői jogokat jelzi, nem szolgál a cikkben szereplő információk forrásmegjelöléseként.